# زیرساخت دوچرخه‌سواری

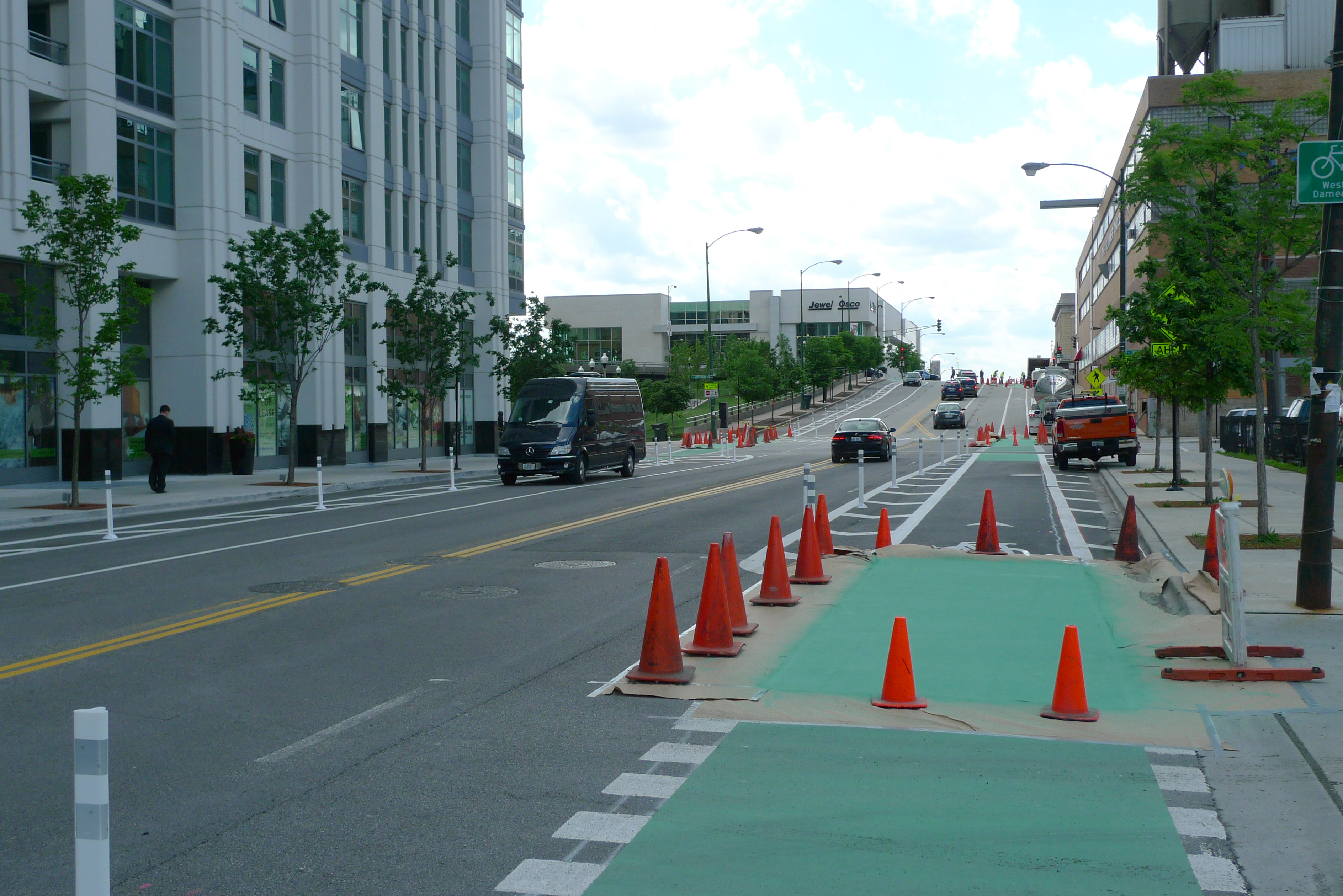
زیرساخت‌های دوچرخه‌سواری در حال انجام. شیکاگو، ایلینوی.

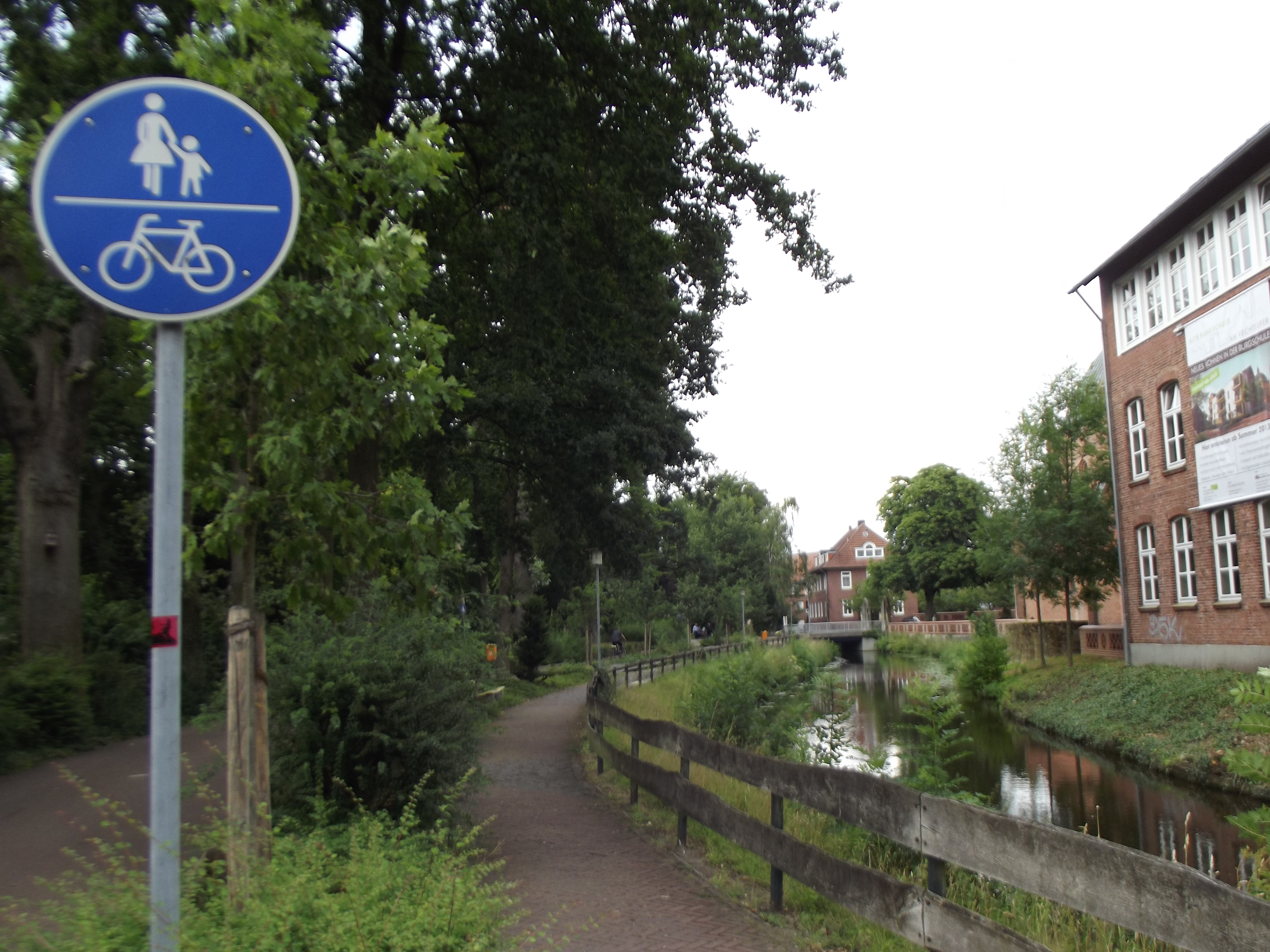
یک مسیر سبز یا سبزراه (ویژه دوچرخه‌سواری) با تابلو راهنما، در کرانهٔ یک گورچ (کانال شهری) در نوردهورن، آلمان

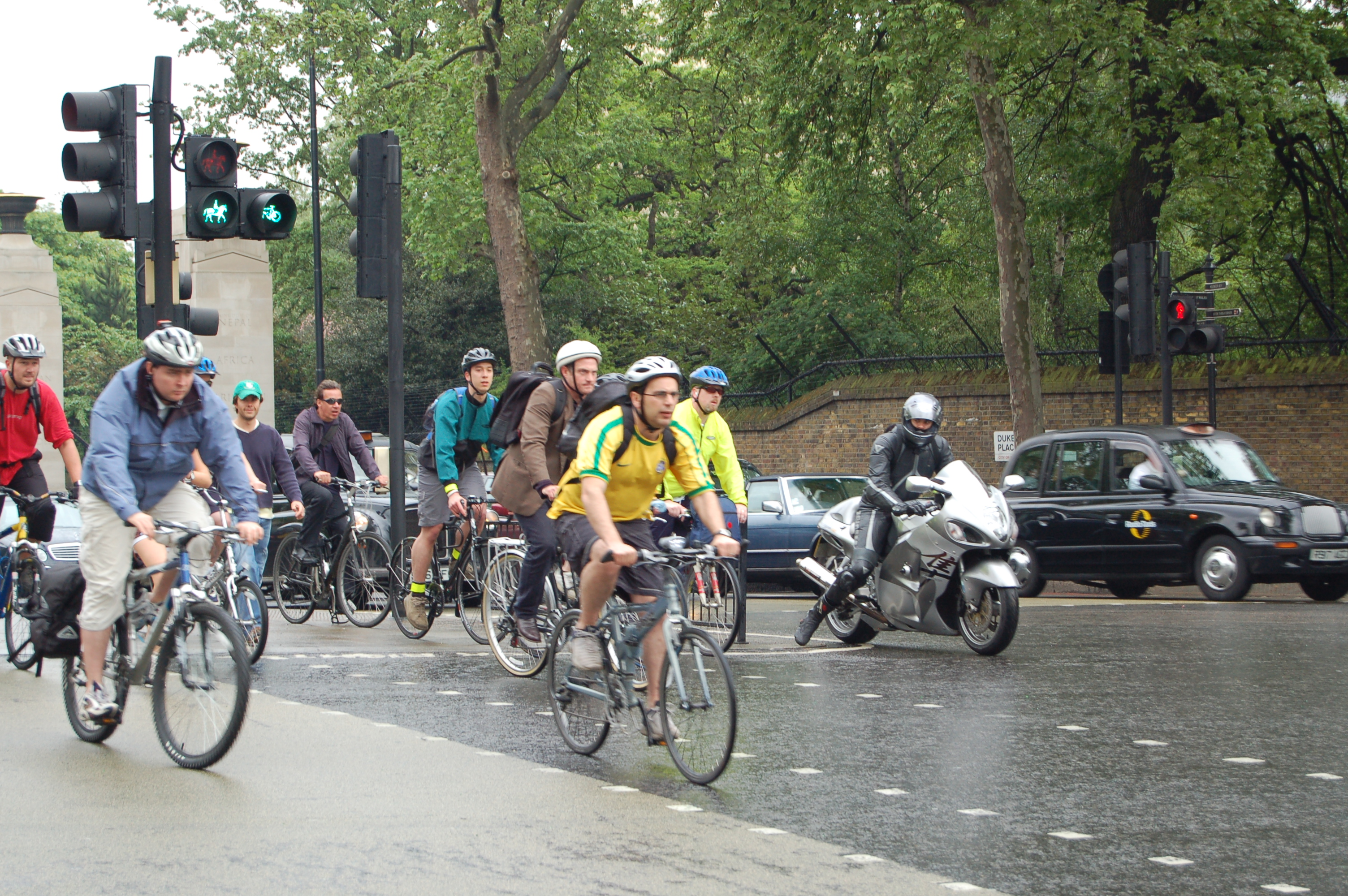
دوچرخه‌سواران از راه میان‌بر جداگانه‌ای که با خط‌کشی متمایز شده در ساعات شلوغی در لندن استفاده می‌کنند.

زیرساخت دوچرخه‌سواری (به انگلیسی: Cycling infrastructure)، به همهٔ زیرساخت‌هایی که ممکن است توسط دوچرخه‌سواران استفاده شود اشاره دارد. این شامل مشارکت در همان شبکهٔ جاده‌ها و خیابان‌هایی است که توسط رانندگان نیز استفاده می‌شود، به جز جاده‌هایی که دوچرخه‌سواری در آن ممنوع است (به عنوان مثال، بسیاری از بزرگ‌راه‌ها/ آزادراه‌ها)، علاوه بر مسیرهای دوچرخه‌سواری اضافی که برای استفاده وسایل نقلیهٔ موتوری نیستند، مانند مسیرهای دوچرخه، (باریک‌راه‌ها) و مسیرهای دوچرخه‌رو و، در جاهایی که برای دوچرخه‌سواران هم مجاز باشد؛ پیاده‌روها. به علاوه؛ امکانات رفاهی مانند میله‌ها و چنگک‌ها و قفسه‌های دوچرخه برای پارکینگ و نیز نشانه‌ها و تابلوهای تخصصی ترافیک و سیگنال‌ها. سهم کیفیتی دوچرخه‌سواری در هر منطقه به شدت به اندازه و کیفیت زیرساخت‌های دوچرخه‌سواری محلی بستگی دارد.
شیوهٔ طراحی، ساخت و مدیریت شبکه‌های عمومی جاده می‌تواند تأثیر قابل توجهی بر ایمنی و کاربرد پذیری دوچرخه‌سواری داشته باشد. شبکهٔ دوچرخه‌سواری ممکن است قادر به ارائهٔ مسیرهای مستقیم و راحتی باشد که با به حداقل رساندن تأخیر و تلاش غیرضروری در رسیدن به مقصد کاربران کمک کند. مجتمع‌های مسکونی که دارای شبکه‌های جاده‌ای متراکم وگسترده‌تری از خیابان‌های متصل به هم باشند محیط مناسبی برای به‌کارگیری دوچرخه‌سواران به‌وجود آورده‌اند.

## تاریخچه
تاریخچهٔ زیرساخت‌های دوچرخه‌سواری مدت کوتاهی پس از رونق دوچرخه‌سواری؛ سال‌های ٬۱۸۸۰ زمانی که نخستین مسیرهای کوتاهی به زیرساخت دوچرخه اختصاص داده شده بود، شروع می‌شود. در جریان افزایش خودرو در سال‌های میانهٔ سدهٔ بیستم، و بعد از آن با کاهش دوچرخه‌سواری و نیز استفاده از آن به عنوان وسیله‌ای برای حمل و نقل، از سال‌های ۱۹۷۰ به این سو بازگشت به دوچرخه‌سواری دوباره افزایش یافت.

## دوچرخه‌روها
دوچرخه‌رو به یک راه باریک، کوچه، راه یا مسیری گفته می‌شود که به شیوهٔ خاصی طراحی شده و/ یا برای عبور دوچرخه تخصیص یافته‌است. خط‌های دوچرخه‌روی که توسط یک مارک رنگی مشخص شده‌باشند، در بسیاری از شهرها معمول است. مسیرهای دوچرخه‌روی تعیین حدود و مجزا شده توسط موانعی مانند؛ نرده‌ها، ستونک‌ها، یا بلوارها، در برخی از کشورهای اروپایی مانند هلند، دانمارک و آلمان بسیار رایج هستند. این‌گونه مسیرها همچنین به‌طور فزاینده‌ای در سایر شهرهای بزرگی مانند کلان‌شهر نیویورک، ملبورن، اتاوا، ونکوور و سانفرانسیسکو رایج هستند. مونترال و دیویس، کالیفرنیا، که دارای امکانات دوچرخه‌سواری با موانع جداسازی شده برای چندین دهه هستند، از اولین نمونه‌ها در شهرهای آمریکای شمالی محسوب می‌شوند.

## انواع راه دوچرخه‌رو
در آمریکای شمالی اصطلاح «راه دوچرخه bikeway» به‌طور گسترده‌ای برای توصیف تمام مسیرهایی که به این منظور برای تشویق بیشتر دوچرخه سواری یا ایجاد دوچرخه‌سواری امن تر طراحی یا به روز شده‌اند استفاده می‌شود. در بعضی از دیگر کشورها با حوزه‌های قضایی متفاوت مانند انگلستان، اصطلاح «امکانات دوچرخه‌سواری جداگانه» گاهی ترجیح داده می‌شود. زیرساخت‌های دوچرخه‌سواری که دارای درجه‌های مختلفی از نظر ترافیک وسایل نقلیهٔ موتوری در آن‌ها باشند یا وجود عابر پیاده در مورد مسیرهای منحصر به فرد دوچرخه‌سواری را توصیف می‌کند.

## اهمیت گروه های دوچرخه سواری توسعه مسیرها
گروههای دوچرخه سواری امکان بالقوهای هستند برای گردش همان دانش و مهارت لازم برای حفظ سلامت و امنيت. افراد با فعاليت در قالب گروه میتوانند با دوچرخه سواران با تجربه در ارتباط باشند. اين افزايش توانايی صرفاً در مباحث تئوری خلاصه نمیشود بلكه به صآورت كاملاً عملی، تجربه میشوند و تكرار آنها منجر به افزایش مهارت و كيفيت عملكردِ افراد تازه وارد و کم تجربه در يک بازه زمانی کوتاه خواهد شد. ساخت مسيرهای دوچرخه در الويت قرار ندارد و آنچه برای تأمين امنيت شهروندان برای استفاده از دوچرخه در معابر شهری لازم است دانش و مهارت كافی دوچرخه سواران و آگاهی سایر مردم در این باره است.